# Константин Балшич
Константин Балшич (серб. Константин Балшић; ум. 1402) — албанский феодал из династии Балшичей, правитель Круи (1394—1402).

## Биография
Сын Георгия Блашича (ум. 1379), князя Зеты (1372—1379), и Феодоры, дочери сербского деспота Деяна.
После смерти своего отца в 1379 году Константин Балшич получил в удельное владение район между реками Буна и Дрин.
Для расширения своих связей на Балканах он женился на Евдокии Флорентийской, сестре Исава де Буондельмонти, деспота Янины.
В 1390 году Константин Балшич поступил на службу к туркам-османам. Он рассчитывал с их помощью получить для себя главенство среди Балшичей.
В конце 1394 года османский султан Баязид I назначил своего вассала Константина Балшича правителем замка Круя. Тогда же он женился на албанской принцессе Елене Топия, дочери эпирского деспота Карла Топия.
Будучи османским вассалом, Константин Балшич стал претендовать на княжеский престол Зеты. Начал борьбу со своим двоюродным братом, князем Зеты Георгием II Балшичем. В 1395 году последний Константина из его замка Даньо.
Константин Балшич хранил верность османскому султану Баязиду I. 17 мая 1395 года он сражался на стороне турок-османов в битве при Ровине против валашского господаря Мирчи Старого. Он стал свидетелем гибели некоторых сербских князей, но сам смог уцелеть. В сражении погибли его двоюродный брат Константин Деянович и Марко Мрнявчевич.
В 1402 году Константин Балшич погиб при невыясненных обстоятельствах в Дураццо.
У него были сын Стефан и дочь Мария. Мария стала женой неаполитанского дворянина Филиппа Марамонте. В документах Венеции и Дубровника Стефан Балшич часто упоминается как Стефан Марамонте.